# Messene
Messene este un oraș în Grecia.